# Silvan Zingg
Silvan Zingg är en pianist från Schweiz, född 1973. Han har specialiserat sig på boogie-woogie och står sedan 2002 bakom den årliga internationella Boogie-woogie-festivalen i Lugano, hans hemstad.